# Corynomalus obscurus
Corynomalus obscurus là một loài bọ cánh cứng trong họ Endomychidae. Loài này được Pic miêu tả khoa học năm 1931.